# Ертугрул Апакан

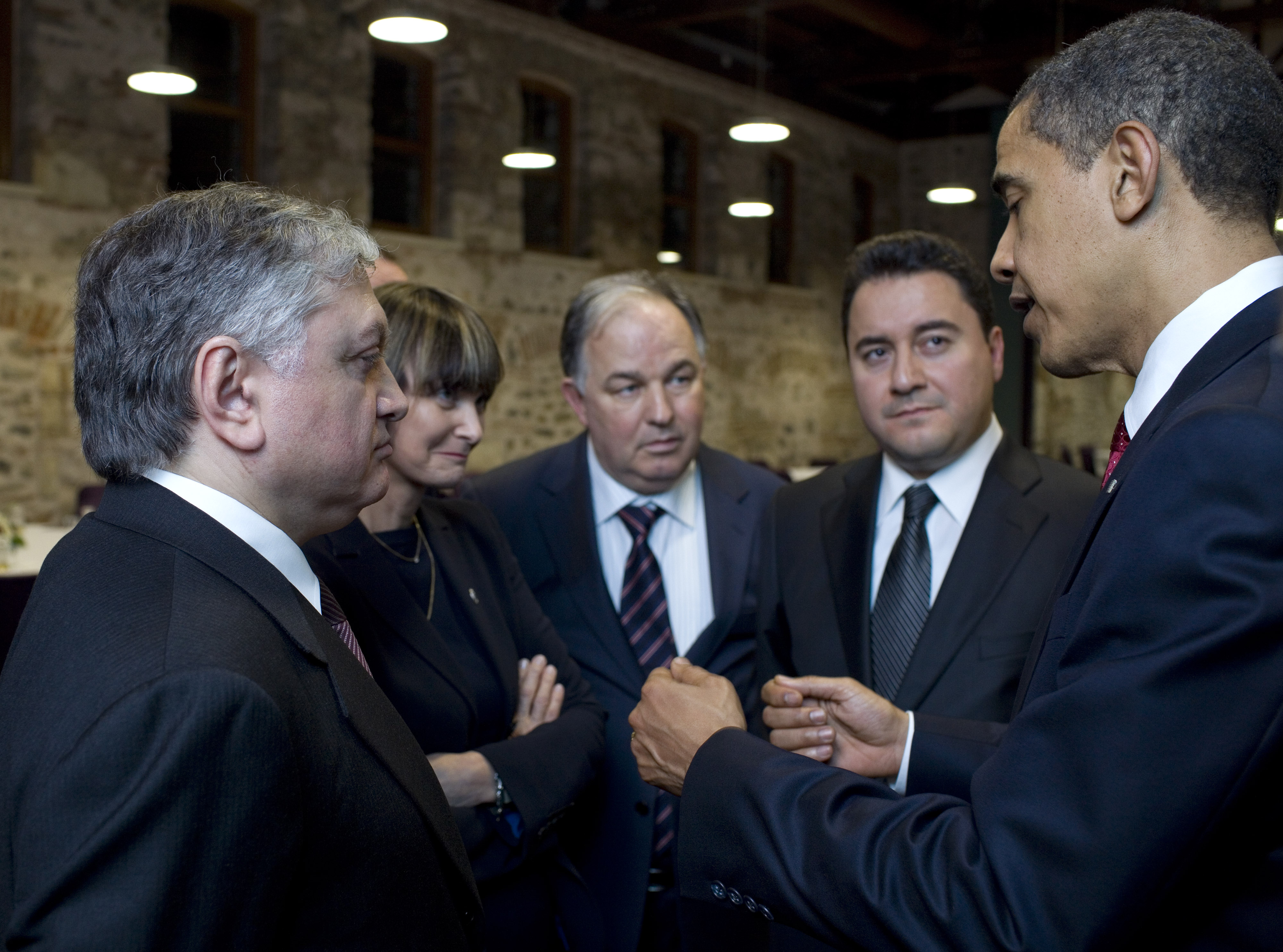
Зліва направо: міністр закордонних справ Вірменії Едуард Налбандян, швейцарський федеральний радник Кальмі-Рей, Ертугрул Апакан, міністр закордонних справ Туреччини Алі Бабаджан і президент США Барак Обама

Ертугрул Апакан (нар. 1947 році) — турецький дипломат. Апакан був Постійним представником Туреччини при Організації Об'єднаних Націй у Нью-Йорку з 2009 року він також є віцепрезидентом Генеральної Асамблеї Організації Об'єднаних Націй у шістдесят сьомій сесії Генеральної Асамблеї Організації Об'єднаних Націй.